# 坦納口孵非鯽
坦納口孵非鯽，為輻鰭魚綱鱸形目隆頭魚亞目慈鯛科的其中一種，分布於非洲衣索比亞塔納湖流域，棲息深度可達6公尺，體長可達35公分，棲息在湖泊淺水域，生活習性不明，可做為食用魚。